# Dero flabelliger
Dero flabelliger är en ringmaskart som först beskrevs av Stephenson 1931.  Dero flabelliger ingår i släktet Dero och familjen glattmaskar. Inga underarter finns listade i Catalogue of Life.